# Philodendron acutifolium
Philodendron acutifolium är en kallaväxtart som beskrevs av Kurt Krause. Philodendron acutifolium ingår i släktet Philodendron och familjen kallaväxter. Inga underarter finns listade.